# ねじゆるゆる
『ねじゆるゆる』は、風上旬による日本の4コマ漫画作品。

## 概要
ロボット工学が趣味の父が連れて帰って来たのは自称ネコ型ロボットのねじこ。
いつもツンツンしている娘のみさきはねじこと父に振り回される日々を送ることに…
シンプルで可愛らしい画風と不条理ギャグが融合した4コマ漫画。
『まんがタイム』（芳文社）にて2010年1月号に掲載された後、2010年4月号より2012年4月号にかけて連載。

## 登場人物
海野みさき
中学2年生の本作の主人公。
いつもツンツンしており、ねじこや父の巻き起こすドタバタに巻き込まれては大変な目に遭う。
口癖は「むっかり」。
ねじこ
自称ネコ型ロボット。
見た目は小さな女の子ではあるが、ロボットらしく様々な機能を搭載しているが、まったく役に立たない。
本作最大のトラブルメーカーであり、自ら率先してみさきに絡んでは様々な事態を引き起こす。
ただし、家事は得意なのでその点はみさきも助かっている。
自称ネコ型ロボットではあるが、猫っぽいところはあまりない。
海野東大
みさきの父であり、彼女の通う中学校の国語教師でもある。
趣味でロボット工学をやっているのだが、ねじこを作ったというわけではない。
ただ、自分でもロボットを作っており、それには娘の名前「みさき」を付けている。
学校では頻繁に教師が休むため、代わりに授業を行うことも多いが、当然まともな授業は行わない。
妻は冒険家であり、家にいない。
ジョアンナ
みさきのクラスメイトでアメリカからの留学生。
ねじこと出会ってから母性が高まっている。
色々と謎の多いキャラクターであり、言動も独特。そのため本人は意識していなくてもみさきのツッコミの対象になっている。
両親共に船乗り。ペットの猫（タマ）も船乗り。

## 単行本
- 芳文社よりまんがタイムコミックスで第1巻が刊行されている。
  - 第1巻（2011年9月22日発行）ISBN 978-4-8322-5003-1